# ГЕС Ауссерфрагант
ГЕС Ауссерфрагант (Außerfragant) – одна із електростанцій у австрійській провінції Каринтія. Входить до складу гідровузла Фрагант, в якому становить нижню ступінь.
Живлення гідровузла забезпечують водосховища на південному схилі хребта Високий Тауерн, що тягнеться у широтному напрямку та утворює водорозділ між долинами Мьолля (ліва притока Драви) та протікаючого північніше Зальцаха (права притока Інну). Ці водосховища – Зірмзеє, Гроссзеє-Хохвюртеншпейхер, Вейссзеє, Stübelesee, Фельдзеє, Oscheniksee – знаходяться у витоків струмків, що стікають із Тауерну в Мьолль, на висотах понад 2200 метрів. Вода з них, пройшовши через розташовану на середньому ступені гідровузла ГЕС Іннерфрагант, потрапляє до нижнього балансуючого резервуару останньої на висоті 1200 метрів над рівнем моря. Звідси вона може спрямовуватись до ГЕС Ауссерфрагант, машинний зал якої знаходиться на позначці трохи більшій за 700 метрів майже на березі Мьолля, неподалік впадіння в цю річку струмка Фрагантбах, в басейні якого знаходиться тільки що згадана станція Іннерфрагант. Така схема забезпечує напір у 488 метрів.
Крім того, Ауссерфрагант має друге джерело живлення – ГЕС Вьолла, яка працює на ресурсі потоків гірського масиву Kreuzeckgruppe, що утворює південну сторону долини Мьолля та відділяє її від долини Драви.
Станція, споруджена в період з 1969 по 1979 роки, обладнана трьома турбінами типу Пелтон (дві потужністю по 29 МВт та одна 37 МВт), які забезпечують середньорічне виробництво 235 млн кВт-год електроенергії.
Видача продукції відбувається по ЛЕП, що працює під напругою 110 кВ.